# 卡夫市

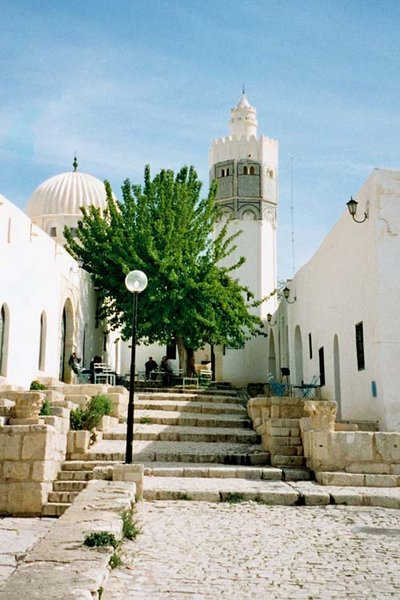

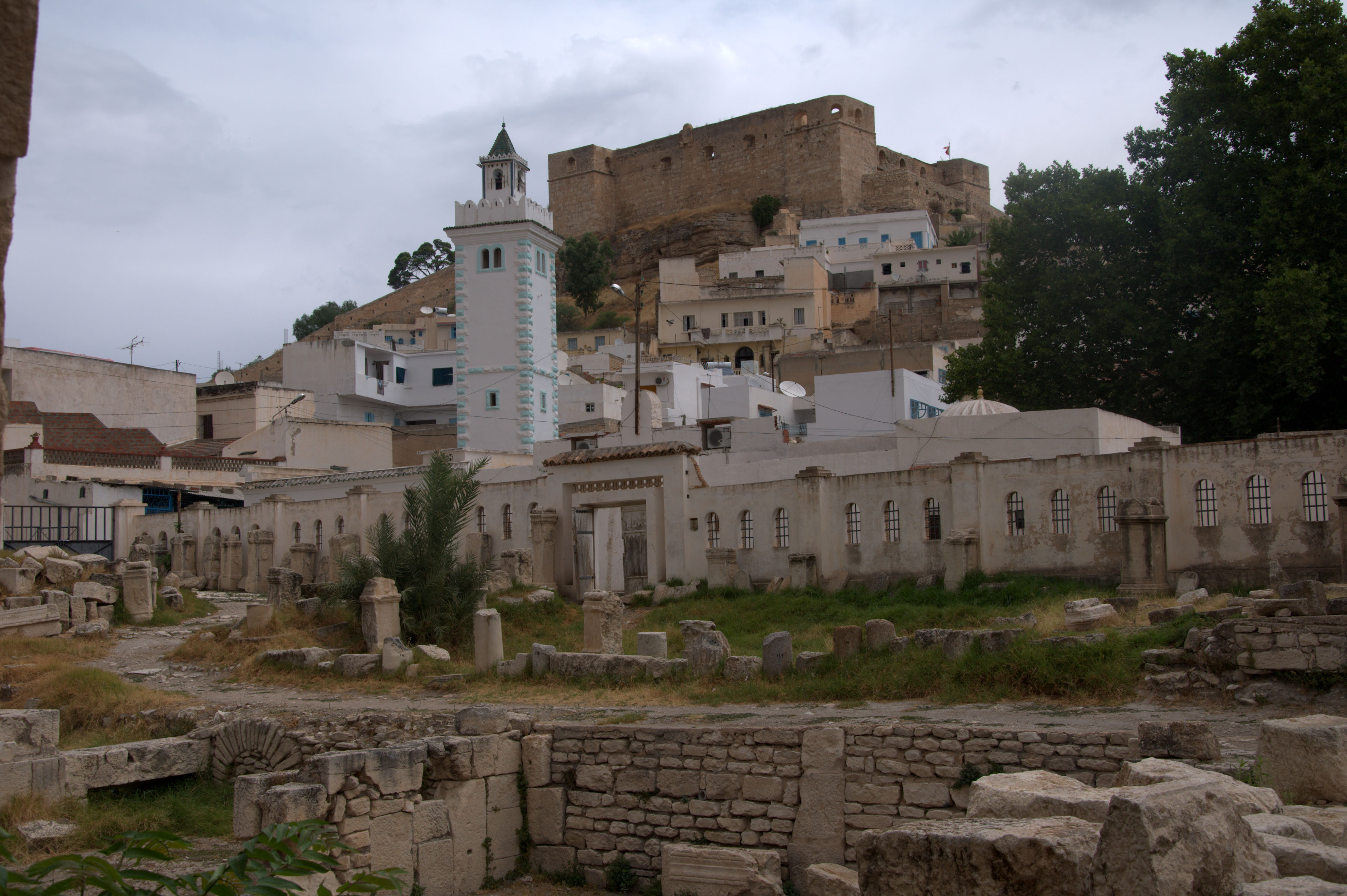

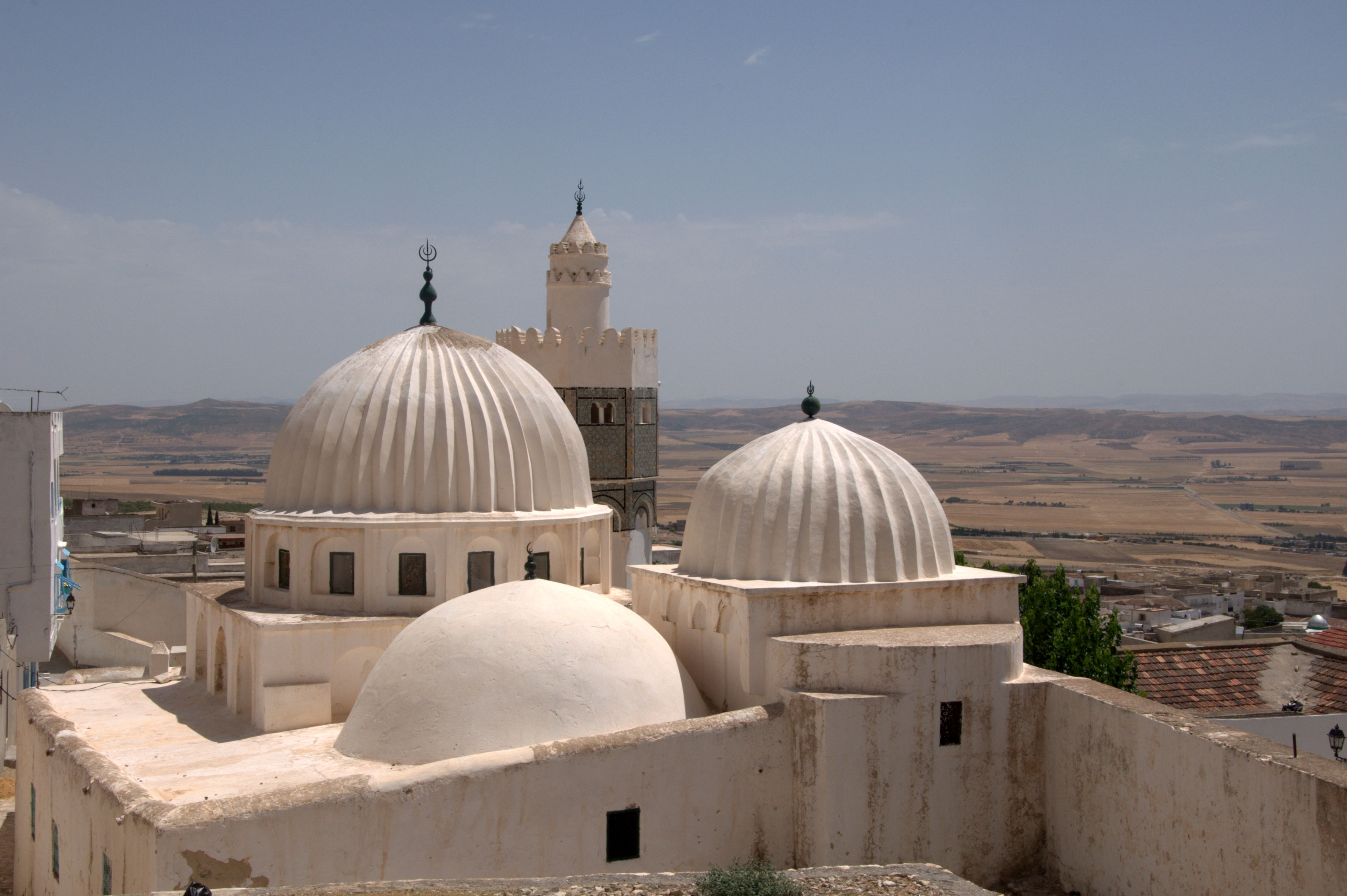

卡夫（羅馬化：Wilāyat el-Kāf 發音：[lke̞ːf]）是突尼西亞的城市，也是卡夫省的首府，位於該國西北部，距離首都突尼斯市175公里，毗鄰與阿爾及利亞接壤的邊境，海拔高度780米，2004年人口45,191。
36°11′10″N 8°42′00″E / 36.186°N 8.7°E